# Bürgschaft für ein Jahr
Pour plus de détails, voir Fiche technique et Distribution.
Bürgschaft für ein Jahr (littéralement : Garantie pour un an) est un film dramatique est-allemand produit par le studio national DEFA, réalisé par Herrmann Zschoche, sorti en 1981 et dont le scénario est inspiré du roman éponyme de Tine Schulze-Gerlach.
La première du film eut lieu en RDA le 17 septembre 1981 et en République fédérale d’Allemagne en février 1982 au Festival international du film de Berlin.

## Synopsis
Nina Kern est une jeune mère célibataire insouciante. L'éducation de ses trois enfants, Jacqueline, René et Mireille, lui est retirée à cause de son "mode de vie asocial". Afin de récupérer leur garde, elle souhaite mettre de l'ordre dans sa vie avec l'aide d'amis, de voisins et de collègues. Officiellement, un ingénieur civil et un professeur de musique sont chargés de la seconder. Mais Nina aime s'amuser et, lorsque de vieilles connaissances lui rendent visite, les bonnes résolutions sont vite oubliées.  
Une histoire d'amour malheureuse fait le reste et la fait retomber dans l'alcool. Malgré cette situation manifestement accablante, un compromis est trouvé ; Nina garde deux enfants mais Jacqueline, son ainée et la plus difficile des trois, lui est retirée pour être adoptée.

## Fiche technique
- Titre original : Bürgschaft für ein Jahr
- Réalisation : Herrmann Zschoche
- Scénario : Herrmann Zschoche, d'après le roman de Tine Schulze-Gerlach
- Photographie : Günter Jaeuthe
- Montage : Monika Schindler
- Musique : Günther Fischer
- Pays d'origine : Allemagne de l'Est
- Langue originale : allemand
- Format : couleur
- Genre : dramatique
- Durée : 93 minutes
- Dates de sortie :
  - Allemagne de l'Est : 17 septembre 1981

## Distribution
- Katrin Saß : Nina Kern
- Cornelia Förder : Jacqueline Kern
- Enrico Robert : René Kern
- Michaela Hotz : Mireille Kern
- Monika Lennartz : Irmgard Behrend
- Jaecki Schwarz : Peter Müller
- Jan Spitzer : Werner Horn
- Christian Steyer : Heiner Menk
- Heide Kipp : Frau Braun
- Ursula Werner : Frau Müller
- Dieter Montag : Herr Kern
- Heinz Behrens : Herr Braun
- Gabriele Methner : Fränzi
- Uwe Kockisch : Dieter
- Angelika Mann : Renate
- Peter Bause : Heimleiter
- Barbara Dittus : Heimleiterin
- Solveig Müller : Jugendführsorgerin
- Werner Tietze : Vorsitzender im Jugendausschuss
- Sebastian Reuter : Musikschüler
- Marie Gruber :